# Glucobrassicina
La glucobrassicina è un glucosinolato presente in quasi tutte le piante crocifere, come il broccolo, la senape indiana, il guado. L'indolo-3-carbinolo è un prodotto della sua degradazione.